# Brandons de Payerne
Pour les articles homonymes, voir Brandon.
 (août 2024).
Si vous disposez d'ouvrages ou d'articles de référence ou si vous connaissez des sites web de qualité traitant du thème abordé ici, merci de compléter l'article en donnant les références utiles à sa vérifiabilité et en les liant à la section « Notes et références ».
Les Brandons de Payerne est le nom du carnaval de Payerne, se déroulant habituellement au cours du mois de février (plus précisément six semaines avant Pâques). Les brandons sont des torches de paille enflammées utilisées pour l'éclairage ou allumer un feu, censés marquer la fin de l'hiver. Cette coutume se nomme Les Failles ailleurs en Suisse romande.
Les Brandons de Payerne sont organisés par le comité des masqués (ou CDM). Plus grand carnaval de Suisse romande, ils attirent chaque année plusieurs milliers de personnes. Lors de l'édition 2014, le cortège du dimanche attira plus de 18 300 spectateurs.
En 2020, les Brandons sont annulés au dernier moment à cause de la décision du Conseil fédéral d'interdire les rassemblements de plus de 1 000 personnes pour lutter contre la pandémie de Covid-19.

## Programme des Brandons
Les festivités débutent le vendredi au soir, pour s'achever le lundi soir.

### Vendredi
- Soirée costumée en couleurs sur inscription.

### Samedi
- Cortège des enfants : les enfants des écoles de la ville défilent avec leur déguisements, puis battle de Guggenmusik.

### Dimanche
- Défilés des chars et des guggens.

### Lundi
- Cortège des Tumulus : les enfants suivent un cortège en chantant As-tu vu Tumulus, Tumulus, as-tu vu Tumulus sur son bateau ? Oui j'ai vu, Tumulus, Tumulus, oui j'ai vu Tumulus sur son bateau. Ceci afin de récolter des bonbons et friandises lancés à la volée.
- Nuit des chineuses : durant cette soirée les femmes se déguisent, le but étant que les hommes – surtout les proches – ne puissent reconnaître qui se cache sous le masque. Il est formellement interdit d'enlever leur déguisement.

## Le journal des Brandons
Chaque année est édité un journal, qui paraît officiellement le samedi du week-end des Brandons. Satirique et humoristique, il narre entre autres les travers des Payernois durant l'année écoulée. Chaque année, le titre du journal change. Les premières publications connues remontent à 1895.

## Radio Brandons
Radio Brandons est une station locale animant la ville de Payerne durant le week-end des Brandons, ainsi que durant la semaine précédant la manifestation.
Avant de s'appeler Radio Brandons, l'animation locale était connue sous le nom de Radio CDM et n'animait que les rues de la ville par le biais de quelques haut-parleurs à l'angle de la Grand'rue et la rue de Lausanne.
L'initiative vient de Jean-Pierre "Belle Lumière" Despland dans les années 1980. Il organisa avec le CDM et l'ancien directeur de l'Avenir et de l'Instrum (les sociétés de musiques locales), Roger Volet, la venue de le samedi des Brandons du "Kiosque à Musique", une émission radio toujours diffusée sur RTS-La Première.
Plus tard, le réseau de haut-parleurs s’étend et couvre désormais la Grande rue, la rue de Lausanne et une partie de la rue du Temple. Cette installation vétuste ayant servi une trentaine d'années a été complètement rénovée en 2012 sous l'impulsion du CDM et de la commune de Payerne qui l'utilise aussi pour d'autres manifestations. Le réseau 10 haut-parleurs passe à plus de 40, la qualité et la puissance en sus.
En 2008, une nouvelle équipe formée autour de David Chassot, animateur de longue date relance et rénove le concept. Radio CDM devient Radio Brandons et la petite animation très locale obtient une concession FM de l'OFCOM d'une puissance maximum de 100 W sur la fréquence 93,9 MHz. Si cette première édition en FM fut une réussite au niveau de l'animation et du programme avec 2008 minutes de direct non-stop, du samedi matin au dimanche soir non-stop, elle fut par contre décevante sur le plan technique. L'émetteur loué est si mauvais que la réception se limite à 200 m à la ronde. La ville de Payerne n'était donc même pas couverte dans son entier.
En 2009, le CDM rachète d'occasion un émetteur FM de 300 W, ainsi qu'un encodeur RDS. La technique fait un bond en avant: la radio devient une Webradio la même année et désormais tout de qui est diffusé est aussi enregistré pour en faire des podcasts. La radio se crée un compte Facebook et la concession FM s'étend désormais sur 6 jours incluant la semaine précédant les Brandons.
2010 marque l'introduction d'un système de messagerie par SMS via le numéro court 939 largement utilisé en Suisse. En commençant leur message par le mot-clé "CDM", les auditeurs peuvent interagir en direct avec les animateurs. C'est un réel succès. La même année, une webcam fait son apparition dans la caravane qui fait office de studio. Filmant ses occupants en temps normal, elle diffuse mondialement les cortèges via le site internet des Brandons. Des directs sont proposés tous les soirs de la semaine avec des invités liés de près ou de loin aux Brandons ou à la vie Payernoise. La puissance d'émission en FM double pour atteindre 200 W.
En 2012, désormais Radio Brandons anime vraiment les rues et s'entend loin à la ronde avec le nouveau réseau de haut-parleurs, renforcés par une grosse sonorisation sur la place Paray-le-Monial (du nom de la commune jumelée avec Payerne).
Dès 2013, l'OFCOM octroie une nouvelle fréquence à Radio Brandons sur 90,5 MHz. Cette nouvelle tombant très tardivement, toutes les affiches, les dépliants et certains autres supports publicitaires sont imprimés avec l'ancienne fréquence. Ce changement est dû à la mise en service d'un émetteur à Fontanezier de 1 000 W sur la fréquence 94,0 pour la radio privée Yes FM.
En 2014, la caravane qui fait office de studio est complètement remise à neuf offrant plus de place aux animateurs et aux invités, ainsi que des meilleures conditions.